# Base Malraux
Pour les articles homonymes, voir Malraux (homonymie).
Malraux est une base de données gérée par le ministère de la Culture français qui répertorie les fonds bibliographiques des centres de documentation des directions régionales des Affaires culturelles (DRAC) et de quelques autres établissements.
La base tire son nom de l'écrivain et homme politique français André Malraux.

## Liste des établissements
- Directions régionales des Affaires culturelles (DRAC)
- Autres établissements :
  - École nationale supérieure des beaux-arts (ENSBA)
  - Institut national du patrimoine (INP)
  - Inventaire de Franche-Comté
  - Inventaire des Pays de la Loire
  - Centre national d'archéologie urbaine (CNAU)